# Aleksander Tychowski
Aleksander Tychowski (ur. 13 września 1900 we Lwowie zm. 11 marca 1962 w Kudowie-Zdroju) – polski profesor, technolog rolny.
W 1922 ukończył Politechnikę Lwowską na wydziale Chemii Technicznej. Od 1928 kierownik Katedry Technologii Rolniczej Politechniki Lwowskiej mieszczącej się w Dublanach. W 1929 zorganizował tam Państwowe Kursy Gorzelnicze na których wykładał technologię rolniczą. Jako docent technologii chemicznej przemysłu rolniczego 6 maja 1938 habilitował się na Wydziale Chemicznym PL. W czerwcu 1939 złożono wniosek o mianowanie go profesorem nadzwyczajnym.
W 1946 roku, po przymusowym wysiedleniu z rodzinnego Lwowa, znalazł się we Wrocławiu gdzie organizował wyższą uczelnię rolniczą. W 1951 utworzono Wyższą Szkołę Rolniczą, na której zorganizował Katedrę Technologii Rolniczej i Przetwórstwa. Był rektorem WSR we Wrocławiu w latach 1955-59. Odznaczony Krzyżem Oficerskim Orderu Odrodzenia Polski, Złotym Krzyżem Zasługi i Odznaką „Orląt Lwowskich”. Nie przeżył trzeciego zawału, który nastąpił niespodziewanie 11 marca 1962 podczas jego pobytu w sanatorium w Kudowie-Zdroju pochowany na cmentarzu św. Wawrzyńca we Wrocławiu.